# 路東尚
路東尚（英語：Lu Dongshang）（1961年—）現任招金集團有限責任公司、山東招金礦業股份有限公司(1818.HK)董事長、常務董事及黨委書記，兼任中國黃金協會副會長、中國礦業聯合會主席團主席、上海黃金交易所理事董事長。

## 生平
1961年出生於山東招遠。畢業於瀋陽黃金學院採礦工程系及長江商學院EMBA學位。
值得一提，他在1985年曾任玲南金矿副矿长，招远市黄金集团公司基建科科长，招远市黄金集团公司副总经理，山东招金集团公司副总经理，直至擔任招金集團有限責任公司、山東招金礦業股份有限公司(1818.HK)董事長、常務董事及黨委書記。

## 榮譽貢獻
煙台市科學技術最高獎、山東省有突出貢獻的中青年專家、國家科學技術進步二等獎、中國黃金行業優秀企業家金質獎章、2010年香港董事學會傑出董事獎-上市公司(香港交易所 –非恒生指數成分股)執行董事等。

## 相關連結
- 招金董事长路东尚：不要带血的黄金 新加坡聯合早報 （页面存档备份，存于）
- 独家采访：山东招金集团董事长路东尚 搜狐文化 （页面存档备份，存于）